# Никита (Крым)
Ники́та (крымскотат. Nikita, Никита, ср.-греч. ἡ Συκήτα; в 1971—1991 годах Ботани́ческое) — посёлок городского типа на южном берегу Крыма. Административно входит в состав города республиканского значения Ялта.

## Население
| 1926  | 1939  | 1979  | 1989  | 2001  | 2009  |
| ----- | ----- | ----- | ----- | ----- | ----- |
| 710   | ↗980  | ↗2119 | ↗2197 | ↗2379 | ↗2449 |
| 2010  | 2011  | 2012  | 2013  | 2014  | 2016  |
| ↗2458 | ↘2454 | ↗2465 | ↗2466 | ↘2257 | ↗2313 |

Национальный состав
В 1520 году в населённом пункте числились только христиане (41 семья).
В 1926 году из 710 чел.: 569 крымских татар, 106 русских, 35 украинцев.
Всеукраинская перепись 2001 года показала следующее распределение по носителям языка
| Язык             | Процент |
| ---------------- | ------- |
| русский          | 88,53   |
| украинский       | 9,2     |
| крымскотатарский | 1,67    |
| другие           | 0,19    |

## Достопримечательности
Главной достопримечательностью является расположенный между посёлком и морем Никитский ботанический сад.

## История
Никита, судя по имеющимся сведениям, относится к древнейшим поселениям южного берега Крыма, основанным потомками готов и аланов, заселивших край во II—III веках нашей эры, смешавшихся с автохтонными жителями и принявших в III веке христианство (подчинялись Готской епархии Константинопольского патриархата). По договору Генуи с Элиас-Беем Солхатским 1381 года, когда «гористая южная часть Крыма к северо-востоку от Балаклавы», с её поселениями и народом, который суть христиане, полностью переходила во владение генуэзцев, в состав Капитанства Готия вошла и Никита (тогда — Сикита (лат. casalle Sichite), согласно генуэзским казначейским спискам cartolari della Masseria того времени). В письменных документах Сикита впервые упоминается, как входящее в состав капитанства Готия, в 1381 году, также встречается в патриарших грамотах 1384 года. Согласно акту «по делу Херсонского епископа…» 1390 года Сикита входил в церковный округ Кинсанус Херсонской епархии.
После разгрома Кафы османами в 1475 году Сикита перешла под власть Османской империи и административно была включена в состав Кефинского санджака (впоследствии эялета). В начале турецкого владычества селение было приписано к Инкирману. В материалах первой переписи населения Кефинского санджака 1520 года в Сиките числились только христиане — 41 «немусульманская» семья, из которых 3 семьи потеряли мужчину-кормильца; ко второй переписи 1542 года Сикиту отнесли к Балыклагу, и опять население показано чисто христианское: 49 полных семей, 1 неполная и 3 взрослых неженатых мужчин. В XVII веке на южном побережье Крыма начинает распространяться ислам, но Сикита, видимо, продолжала оставаться христианским селением. В более позднее время селение включили в Мангупский кадылык. По налоговым ведомостям 1634 года в селении числилось 55 дворов немусульман, из которых недавно прибывших в Сиките 11 дворов: из Гурзуфа — 3 двора, из Йалта и Фороза — по 2, из Партенита, Алубка, Марсанда и Агутка — по 1 двору. Выехали в другие селения жители 6 дворов: в Гурзуф и Коуш — по 2, в Дерекой и Партенит — по 1 двору. В Джизйе дефтера Лива-и Кефе (Османских налоговых ведомостях) 1652 года перечислено несколько десятков имён и фамилий проживавших в селении Скити вместе с Магарач налогоплательщиков-христиан — больше, чем в любом другом из перечисленных в ведомости поселений. В Никите действовали церкви Иоанна Златоуста и св. Юрия. Документальное упоминание селения встречается в «Османском реестре земельных владений Южного Крыма 1680-х годов», согласно которому в 1686 году (1097 год хиджры) Сиките входил в Мангупский кадылык эялета Кефе. Всего упомянуто 35 землевладельцев (28 иноверцев и 7 мусульман), владевших 402-мя дёнюмами земли. После обретения ханством независимости по Кючук-Кайнарджийскому мирному договору 1774 года «повелительным актом» Шагин-Гирея 1775 года селение было включено в Крымское ханство в состав Бакчи-сарайского каймаканства Мангупскаго кадылыка, что зафиксировано и в Камеральном Описании Крыма 1784 года. В эти годы состоялось выселение в Приазовье крымских христиан — греков и армян. По ведомости о выведенных из Крыма в Приазовье христианах А. В. Суворова от 18 сентября 1778 года из Никитина было выведено 102 грека — 50 мужчин и 52 женщины, вместе с выходцами из Ялты и других соседних деревень основавших на новом месте селение Ялта; по другим данным выехало 28 семей. Эти сведения вполне согласуются с ведомостью «при бывшем Шагин Герее хане сочиненной на татарском языке о вышедших християн из разных деревень и об оставшихся их имениях в точном ведении его Шагин Герея» и переведённой 1785 году, в которой содержится список 28 жителей-домовладельцев деревни Никита, с подробным перечнем имущества и земельных владений. У 19 жителей дома сожжены, у 2 числилось по 2 дома. Из земельных владений практически у всех имелись пашни, льняные поля (у многих по 2 — 3 поля) и сады, многие владели лугами (сенокосы). По ведомости генерал-поручика О. А. Игельстрома от 14 декабря 1783 года из оставшихся после выхода христиан 27 домов «1 двор продан ханом, 4 целых, а 22 разорены». В Государственном архиве Крыма хранится ведомость № 26 с описью оставленного выселенными из Никиты христианами имущества, в которой числится 28 хозяина и 30 жилищ (по два дома было у Тул Кары («вдовы») и Юрия Папаза). За жителями Никиты числились 51 сенокосный участок и 30 садов, 64 участка засевались зерновыми культурами (38,723 гектара) и 75 участков льном — 29,58 гектара (43 % всех пахотных земель), всего 68,303 гектара; в среднем на одну семью приходилось 2,44 гектара пахотной земли. Наиболее состоятельными жителями были: Константин Сакизлы-оглу — имел дом, 3 сада, 3 луга, 5,31 гектара пашни, Сотыр Парачова (дом, 1 сад, 2 луга, пашни 5,312 гектара пашни, Юрий Папаз — во владении 2 дома, 2 сада, 3 луга, 4,493 гектара пашни и Тодур — дом, 2 сада, 3 луга, 4,493 гектара пашни. Бедными считаются Кучук Андон — 1 дом, 0,918 гектара пашни и Паскал — 1 дом, 1 сад, 0,918 гектара пахотной земли..
После присоединения Крыма к России именным указом Екатерины II сенату, на территории бывшего Крымского Ханства была образована Таврическая область и деревня была приписана к Симферопольскому уезду. Перед Русско-турецкой войной 1787—1791 годов производилось выселение крымских татар из прибрежных селений во внутренние районы полуострова. В конце 1787 года из Никиты были выведены все жители — 56 душ. В конце войны, 14 августа 1791 года всем было разрешено вернуться на место прежнего жительства. После Павловских реформ, с 1796 по 1802 год, входила в Акмечетский уезд Новороссийской губернии. По новому административному делению, после создания 8 (20) октября 1802 года Таврической губернии, Никита была включена в состав Алуштинской волости Симферопольского уезда.

По Ведомости о всех селениях в Симферопольском уезде состоящих с показанием в которой волости сколько числом дворов и душ… от 9 октября 1805 года, в деревне Никита числилось 10 дворов и 65 жителей, исключительно крымских татар. На военно-топографической карте генерал-майора Мухина 1817 года деревня Никита обозначена также с 10 дворами. После реформы волостного деления 1829 года Никита, согласно «Ведомости о казённых волостях Таврической губернии 1829 года» остался в составе Алуштинской волости. Шарль Монтандон в своём «Путеводителе путешественника по Крыму, украшенный картами, планами, видами и виньетами…» 1833 года описал так Никиту
…красивая деревня из двадцати пяти домов, построенных амфитеатром среди скальных глыб и великолепных ореховых деревьев….
Именным указом Николая I от 23 марта (по старому стилю) 1838 года, 15 апреля был образован новый Ялтинский уезд и Никита оказалась на территории Алуштинской волости нового уезда. На карте 1836 года в деревне 27 дворов, а на карте 1842 года Никита обозначена, как крупный населённый пункт, но без указания числа дворов.
По итогам земской реформы Александра II 1860-х годов деревня была приписана к Дерекойской волости. Согласно «Списку населённых мест Таврической губернии по сведениям 1864 года», составленному по результатам VIII ревизии 1864 года, Никита — казённая татарская деревня с 38 дворами, 386 жителями и мечетью при роднике Аян-Чешме. На трёхверстовой карте Шуберта 1865—1876 года в Никите обозначено 95 дворов. На 1886 год в деревне, согласно справочнику «Волости и важнѣйшія селенія Европейской Россіи», проживало 270 человек в 49 домохозяйствах, действовали мечеть, корчма и лавка. Согласно «Памятной книге Таврической губернии 1889 года», по результатам Х ревизии 1887 года, в деревне Никита числилось 82 двора и 406 жителей. На верстовой карте 1891—1892 года в Никите обозначено 64 двора с татарским населением.
После земской реформы 1890-х годов, которая в Ялтинском уезде прошла после 1892 года, деревня осталась в составе преобразованной Дерекойской волости. По «…Памятной книжке Таврической губернии на 1892 год» в деревне Никита, составлявшей Никитинское сельское общество, числилось 377 жителей в 64 домохозяйствах. По «…Памятной книжке Таврической губернии на 1902 год» в деревне Никита, составлявшей Никитское сельское общество, числилось 415 жителей в 411 домохозяйствах. На 1914 год в селении действовала церковно-приходская школа. По Статистическому справочнику Таврической губернии. Ч.II-я. Статистический очерк, выпуск восьмой Ялтинский уезд, 1915 год, в деревне Никита Дерекойской волости Ялтинского уезда, числилось 125 дворов (107 дворов с землёй, 18 — безземельные) с татарским населением в количестве 388 человек приписных жителей и 728 — «посторонних», из которых 623 мужчины и 493 женщины. Жители владели 11690 десятинами удобной земли. В хозяйствах имелось 55 лошадей и 20 коров.
После установления в Крыму Советской власти, по постановлению Крымревкома от 8 января 1921 года была упразднена волостная система, и село подчинили Ялтинскому району Ялтинского уезда. В 1922 году уезды получили название округов. Согласно Списку населённых пунктов Крымской АССР по Всесоюзной переписи 17 декабря 1926 года, в селе Никита, центре Никитского сельсовета Ялтинского района, числилось 146 дворов, из них 145 крестьянских, население составляло 717 человек, из них 569 крымских татар, 106 русских, 35 украинцев, 3 грека, 2 немца, 1 белорус 1 записан в графе «прочие», действовали русская и татарская школы I ступени. Никитский ботанический сад записан отдельным поселением, с 82 дворами, 288 жителями (264 русских, 12 украинцев, 5 татар, 2 еврея, по 1 белорусу, немцу и греку, 25 в графе «прочие») и техникумом. По данным всесоюзной переписи населения 1939 года в селе проживало 583 человека.
В 1944 году, после освобождения Крыма от нацистов, согласно постановлению ГКО № 5859 от 11 мая 1944 года, 18 мая крымские татары из Никиты были депортированы в Среднюю Азию: на 15 мая 1944 года подлежало выселению 117 семей татар: всего 443 жителя, из них мужчин — 123, женщин 169, детей — 151 человек.; было принято на учёт 92 дома спецпереселенцев. 12 августа 1944 года было принято постановление № ГОКО-6372с «О переселении колхозников в районы Крыма», по которому в район из Ростовской области РСФСР переселялись 3000 семей колхозников, а в начале 1950-х годов последовала вторая волна переселенцев из различных областей Украины. Время упразднения сельсовета не установлено: на 15 июня 1960 года он ещё существовал, а затем, вероятно вследствие указа Президиума Верховного Совета УССР «Об укрупнении сельских районов Крымской области», от 30 декабря 1962 года был ликвидирован, поскольку в следующем указе — «О внесении изменений в административное районирование УССР — по Крымской области», от 1 января 1965 года, такая административная единица не упоминается. В 1971 году произошло переименование в Ботаническое, с приданием статуса пгт. По данным переписи 1989 года в селе проживало 2279 человек. Указом Президиума Верховного Совета УССР от 22 февраля 1991 года посёлку возвращено старое название. С 12 февраля 1991 года селение в составе восстановленной Крымской АССР, 26 февраля 1992 года переименованной в Автономную Республику Крым. С 21 марта 2014 года в составе Крыма аннексировано Россией, с 5 июня 2014 года — в Городском округе Ялта.